# 花島あや花
花島 あや花（はなしま あやか、10月23日 - ）は、日本の女性声優、ナレーター、MC。

## 略歴
滋賀県出身。2010年に俳協ボイスアクターズスタジオを卒業（第37期生）。
以前は東京俳優生活協同組合、アクセントに所属していた。

## 人物
声種はメゾソプラノ。
趣味はお菓子作り、散歩、レジン・アクセサリー作り、寺社めぐり、フィギュアスケート、タイ料理。特技は水泳、合唱。方言は関西弁。資格・免許は普通自動車免許。
多数のナレーション業の他、MCやラジオのアシスタントもこなしている。

## 出演

### テレビアニメ
- 金田一少年の事件簿R（2014年、子供）
- 名探偵コナン（2014年、女の子）
- ルパン三世 PART IV（2015年、キャスター）

### ゲーム
- デビルサバイバー2 ブレイクレコード（2015年）

### 吹き替え

#### テレビドラマ
- エクスタント
- エージェント・オブ・シールド

### テレビ番組
- 秘密のケンミンSHOW

### ナレーション
- eサラダ
- FNSソフト工場 ひらめき体感バラエティ バカもうけ!?の王様
- 高圧ガス保安協会
- 宝塚トレイン
- バイチャリ
- Music Lovers auスペシャルコンテンツ
- メイキング・オブ 脳内ポイズンベリー
- モンスターハンター アイルー PV
- 陸上自衛隊
- ワーナーミュージック・ジャパン ミリオンダンス

### MC
- エコプロダクツ展 2014

### ラジオ
- 諏訪道彦のスワラジ（アシスタント）

### スチール
- 「東京土建」2013年キャンペーンモデル